# Liste der Monuments historiques in Villey-sur-Tille
Die Liste der Monuments historiques in Villey-sur-Tille führt die Monuments historiques in der französischen Gemeinde Villey-sur-Tille auf.

## Liste der Objekte
| Bezeichnung                          | Beschreibung                                      | Standort                           | Kennzeichnung | Schutzstatus | Datum | Bild |
| ------------------------------------ | ------------------------------------------------- | ---------------------------------- | ------------- | ------------ | ----- | ---- |
| Skulptur Madonna mit Kind und Vogel  | Stein, 16. Jahrhundert                            | in der Kirche Ste-Madeleine (Lage) | PM21003026    | Classé       | 1999  |      |
| Skulptur Heiliger Augustinus         | Kalkstein, 17. Jahrhundert, Bildhauer Jean Dubois | in der Kirche Ste-Madeleine (Lage) | PM21002530    | Classé       | 1944  |      |
| Skulptur Heiliger Hermes             | Kalkstein, 17. Jahrhundert, Bildhauer Jean Dubois | in der Kirche Ste-Madeleine (Lage) | PM21002531    | Classé       | 1944  |      |
| Cippus                               | Kalkstein, gallo-römisch                          | in der Kapelle St-Augustin (Lage)  | PM21002532    | Classé       | 1966  |      |
| Epitaph für einen Seigneur de Villey | Marmor, Stein, bezeichnet 1589                    | in der Kirche Ste-Madeleine (Lage) | PM21003932    | Inscrit      | 1991  |      |
| Skulptur Madonna mit Kind            | Stein, farbig gefasst, 16. Jahrhundert            | in der Kirche Ste-Madeleine (Lage) | PM21003933    | Inscrit      | 1991  |      |
| Skulptur Unterweisung Mariens        | Holz, 17. Jahrhundert                             | in der Kirche Ste-Madeleine (Lage) | PM21003934    | Inscrit      | 1991  |      |